# Bentresch-Stele
Bei der Bentresch-Stele (auch Bachtan-Stele oder Stele von Bachtan) handelt es sich um eine Stele aus dem Alten Ägypten, die 1828 im Karnak-Tempel in Luxor gefunden wurde und sich heute im Louvre in Paris befindet. Sie präsentiert sich als historisch-religiöses Denkmal aus der Zeit von König (Pharao) Ramses II. (regierte ca. 1279 bis 1213 v. Chr.), besitzt aber genügend Merkmale, die eine Einordnung als altägyptisches Literaturwerk rechtfertigen. Als Entstehungszeit wird die Spätzeit (664 bis 332 v. Chr.) oder Ptolemäerzeit (332 bis 30 v. Chr.) angenommen. Die Inschrift ist in Hieroglyphenschrift und „neo-mittelägyptischer“ Sprache verfasst, eine Sprachform, die sich der „klassischen“, mittelägyptischen Struktur und Orthographie bedient, aber unter Einfluss späterer Sprachstufen.
Die Stele berichtet von einem ägyptischen König, der eine Prinzessin aus Bechten (eine fiktive Stadt in Vorderasien) heiratet. Als deren Schwester Bentresch von einem Dämon befallen wird, schickt der ägyptische König eine Götterstatue, um diesen auszutreiben. Nach erfolgreicher Behandlung will der König von Bechten die Statue zunächst nicht zurückschicken, erst nach einem Albtraum entscheidet er sich anders.
Als historische Vorlage dienten die Hochzeitsstelen Ramses’ II., Berichte über ägyptische Ärzte im Ausland und vermutlich die Verschleppung ägyptischer Götterstatuen während der Perserherrschaft. Der Text wurde vielleicht verfasst, um die Überlegenheit ägyptischer Götter im Ausland zu zeigen, oder um historisches Wissen einer Zeit zu verarbeiten, als Ägypten noch eine Großmacht war.
Die Stele hat als Quelle für das Phänomen Exorzismus auch außerhalb der Ägyptologie Beachtung gefunden.

## Beschreibung und Datierung
Die Bentresch-Stele stammt aus dem Karnak-Tempel (Amun-Bezirk) in Luxor, wo sie 1828 in Architekturresten aus griechisch-römischer Zeit in der Umgebung des Chons-Tempels gefunden wurde. Sie ging 1844 in den Besitz der Bibliothèque Nationale in Paris über und befindet sich heute im Louvre in Paris und trägt die Inventarnummer C 284. Die 2,27 m hohe und 1,06 m breite Sandstein-Stele mit rundem oberem Abschluss enthält unter der Darstellung der geflügelten Sonnenscheibe und einem Bildfeld eine Inschrift in 28 Zeilen. Der Text wurde in linksläufiger Hieroglyphenschrift und neo-mittelägyptischer Sprachstufe abgefasst. Die Grundmuster der Satzstrukturen ähneln mittelägyptischen Verhältnissen. Es existieren daneben zahlreiche Erscheinungen, die den Einfluß späterer Sprachstufen (Neuägyptisch, Frühdemotisch) zeigen, und die Orthographie weist bei einer grundsätzlichen Tendenz zu historischen Graphien Besonderheiten auf, die dafür sprechen, daß die lautliche Realisierung des Textes nach den um die Mitte des ersten Jahrtausends v. Chr. gültigen Regeln erfolgte.
Die Stele selbst erweckt den Eindruck, als würde sie aus der Zeit von Ramses II. stammen, da sechsmal die Kartuschen dieses Königs auftauchen. Mit diesen werden aber auch Namenselemente von Thutmosis IV. vermischt, was neben epigraphischen, sprachlichen und ikonographischen Kriterien ein weiterer Anhaltspunkt für eine spätere Entstehungszeit ist. Georges Posener vermutet als Entstehungszeit die erste Perserherrschaft und auch Frank Kammerzell allgemein die Spätzeit, während Wilhelm Spiegelberg und Sergio Donadoni die Ptolemäerzeit annehmen.
In Luxor wurden in jüngster Zeit weitere Fragmente einer Kopie dieses Texts gefunden. Aus paläographischen Gründen datieren diese in die 30. Dynastie, wurden aber noch nicht publiziert.

## Inhalt

### Giebelfelder

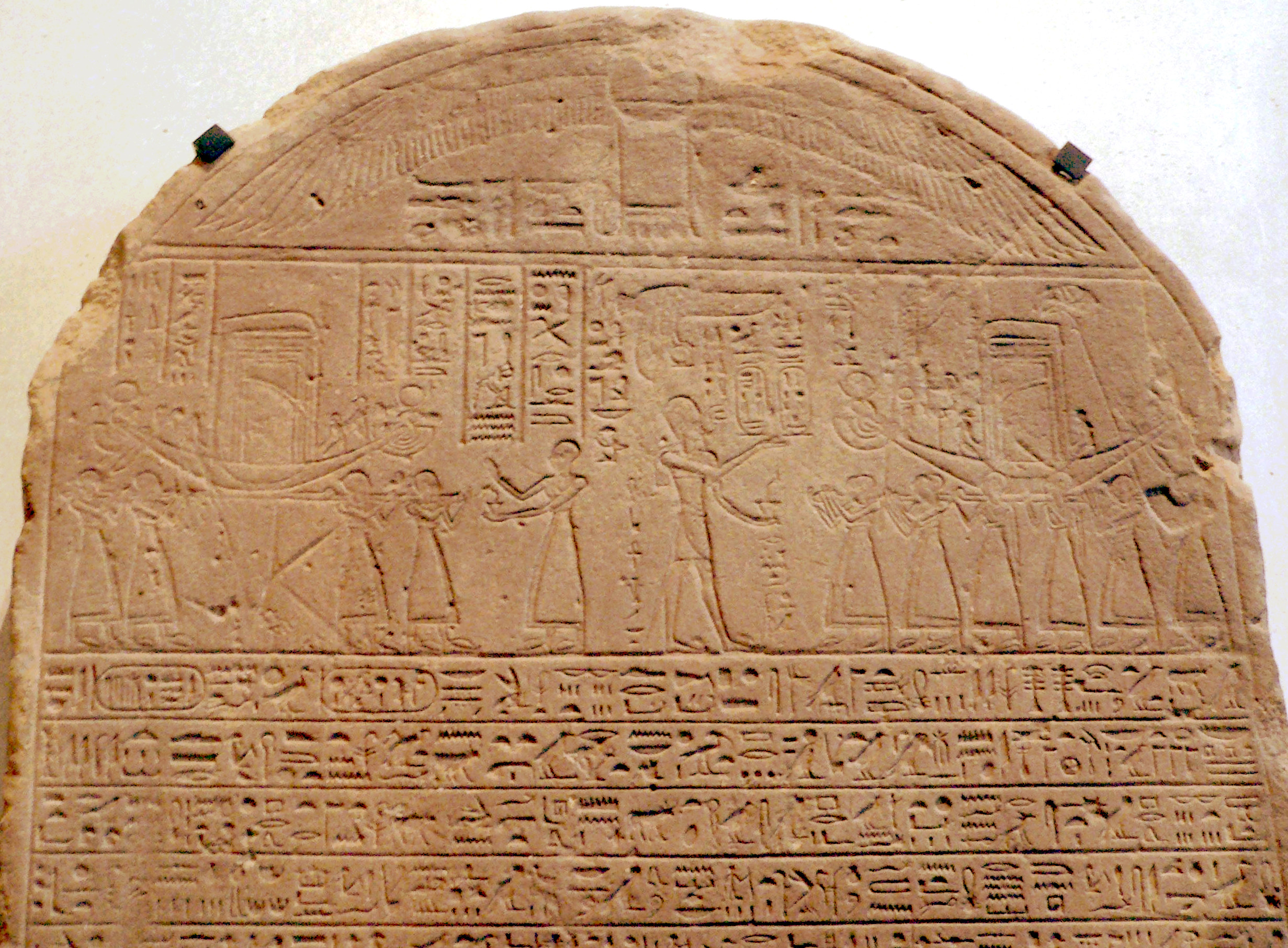
Giebel und erste Textzeilen

Der obere Teil des abgerundeten Giebels wird von Behdeti als geflügelte Sonnenscheibe bekrönt. In der Darstellung des unteren rechten Felds tragen zwölf Priester die Barke des Chons-in-Theben-Neferhotep. Davor opfert der ägyptische König seinem Vater Chons Weihrauch. Darüber fliegt die geiergestaltige Göttin Mut, die dafür sorgt, dass „ihm alle erdenklichen Schutzmaßnahmen für sein Leben zuteil werden.“ In der linken Szene wird die Barke des Chons-des-Plänemachers-aus-Theben (eine weitere Erscheinungsform des Chons) dargestellt, die von vier Priestern getragen wird.

### Inschrift
Zu Beginn schildert die Inschrift ausführlich Titel, Namen und Epitheta eines ägyptischen Königs, bei dem es sich dem ersten Anschein nach um Ramses II. handelt. Während eines Aufenthalts dieses Königs in Naharina (in der nordsyrischen Region um Karkemiš), um von den Fürsten umliegender Länder Tributlieferungen zu empfangen, überreicht ihm der König von Bechten als ganz besondere Gunstbezeugung seine älteste Tochter als Gemahlin. Der ägyptische König findet sie über alle Maßen bezaubernd, erhebt sie sofort in den Rang einer Königlichen Hauptgemahlin und gibt ihr den ägyptischen Namen Neferu-Ra.
Einige Jahre später kommt ein Bote des Königs von Bechten an den Hof des ägyptischen Königs und meldet, dass Neferu-Ras jüngere Schwester Bentresch von einer Krankheit befallen sei, und bittet um Hilfe. Nach Beratung des Hofes (im Stil der Königsnovelle) wird ein Königlicher Schreiber namens Djehutiemheb als Arzt nach Bechten geschickt. Dieser kann vorerst nur die Diagnose stellen, dass Bentresch von einem Dämon befallen ist, den man bekämpfen muss. Der König von Bechten erbittet darauf beim ägyptischen König die Entsendung eines Götterbilds. Nach Konsultierung des Gottes Chons-in-Theben-Neferhotep wird der Gott Chons-der-Plänemacher-aus-Theben, „der große Gott, der die Krankheitsdämonen austreibt“, in Gestalt seiner Götterstatue nach Bechten geschickt.
Damit kann der ägyptische Arzt Djehutiemheb einen Schutzzauber für Bentresch durchführen und sie sofort heilen (Exorzismus). Der Dämon, der Bentresch innegewohnt hat, spricht nun zu Chons-dem-Plänemacher-aus-Theben:

„Willkommen, du gewaltiger Gott, der die Krankheitsdämonen austreibt. Bechten ist deine Stadt, seine Einwohner sind deine Untergebenen, und auch ich bin dein Diener. Ich werde dorthin zurückkehren, woher ich gekommen bin, um zu gewährleisten, daß du zufrieden sein kannst, denn schließlich bist du ja deswegen gekommen. Deine Hoheit möge Anordnungen treffen, um dir mit mir und mit dem König von Bechten einen angenehmen Tag zu machen.“

Chons-der-Plänemacher-aus-Theben fordert darauf, dass der König von Bechten dem Dämon ein reiches Opfer bereitet. Dieser erschrickt zuerst, richtet dann aber doch noch ein reiches Opfer her. Darauf zieht sich der Dämon auf Geheiß des Chons-des-Plänemacher-aus-Theben an einen friedlichen Ort zurück und der König von Bechten ist mit allen Bewohnern Bechtens darüber in ausgelassener Stimmung.
Später heckt der König von Bechten insgeheim aus, den ägyptischen Gott bei sich zu behalten und nicht nach Ägypten zurückzusenden, wodurch der Gott drei Jahre und neun Monate dort verbleibt. In einem Alptraum sieht der König von Bechten allerdings, wie der Gott in Gestalt eines goldenen Falken aus seinem Schrein hervorkommt, um in Richtung Ägypten davonzufliegen. Darauf schickt er ihn mit kostbaren Geschenken ausgestattet umgehend wieder zurück nach Ägypten, wo er am Ende auch wohlbehalten eintrifft.

## Historische Vorbilder

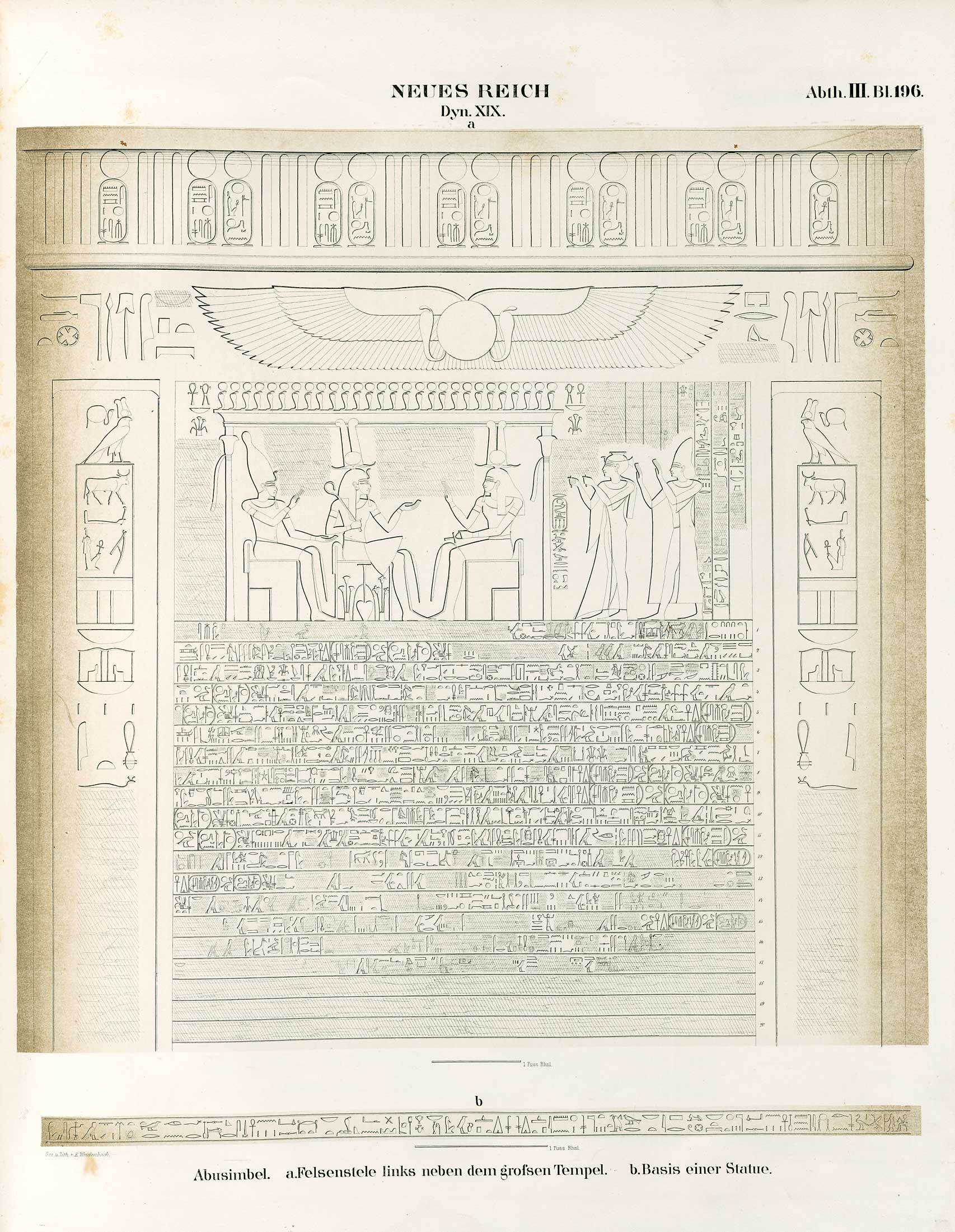
Hochzeitsstele Ramses II. aus Abu Simbel

### Hochzeitsstelen Ramses II.
Als historisches Vorbild für die Bentresch-Stele haben mit Sicherheit die Hochzeitsstelen Ramses II. gedient. Eine Hochzeitsstele wurde an der Fassadenfront des großen Tempels von Abu Simbel angebracht, eine ausführliche und eine abgekürzte Version davon wurden ebenfalls im Karnak-Tempel aufgestellt, womit der Inhalt dem Verfasser der Bentresch-Stele bekannt gewesen sein dürfte. Die Hochzeitsstelen berichten von der Hochzeit Ramses’ II. mit der hethitischen Prinzessin Sauškanu, Tochter des Königs Hattušili III., die den ägyptischen Namen Maat-Hor-Neferu-Re erhielt.
Hattušili III. hatte im Todesjahr der Großen königlichen Gemahlin Isisnofret die Heirat mit seiner Tochter vorgeschlagen, um das Bündnis zwischen den beiden Ländern noch zu vertiefen. Zuvor waren lange Verhandlungen über den Brautpreis erfolgt. Waren in der Vergangenheit ausländische Prinzessinnen nur in den Rang der Nebenfrau aufgestiegen, wurde in den vertraglichen Bedingungen zwischen Hatti und Ägypten vereinbart, dass Sauškanu als erste ausländische Prinzessin den Titel der Großen königlichen Gemahlin erhalten sollte.
Ramses II. erwähnte auf der Stele in Abu Simbel die vertraglichen Klauseln nicht, sondern stellte die Situation anders dar:

„Hattušili III. und Puduhepa gaben ihre älteste Tochter als ehrenvolles Geschenk dem lebenden Gott, damit er ihnen Frieden schenke und sie in Frieden leben können.“

Der Name Maat-Hor-Neferu-Re verweist deutlich auf den Namen Neferu-Ra der Bentresch-Stele. S. Morschauser konnte auch weitere terminologische Bezüge dieser beiden Stelen zeigen. Ebenfalls ist ein Königsschreiber mit dem Namen Djehutiemheb zur Zeit Ramses’ II. belegt.

### Ägyptische Ärzte im Ausland
Ägyptische Ärzte hatten in der gesamten Alten Welt einen guten Ruf. So äußerten sich etwa Homer in der Odyssee, Herodot in seinen Historien und Diodor in seiner Universalgeschichte sehr positiv über die ägyptischen Ärzte. Bereits eine Darstellung in Nebamuns Grab zur Zeit Amenophis’ II. (14. Jh. v. Chr.) lässt vermuten, dass sich ein syrischer Fürst von Nebamun, dem Leibarzt des ägyptischen Königs, behandeln ließ. Auch einige Jahrzehnte später bat der König von Ugarit Echnaton um einen Palastarzt. Aus Keilschrift-Briefen ist bekannt, dass der hethitische König Hattušili III. Ramses II. mehrfach um medizinische Hilfe aus Ägypten bat. Einmal entsandte Ramses II. einen Arzt und einen Beschwörungspriester, die einen Krankheitsdämon austreiben sollten. Für die Zeit danach gibt es bis zur ersten Perserherrschaft keine Belege für ägyptische Ärzte im Ausland. Während der Perserherrschaft hielten sich wieder häufiger ägyptische Ärzte am persischen Königshof auf, was ägyptische und griechische Quellen berichten.

### Verschleppte Götterstatuen
Gerade in den Perserkriegen scheint es eine geläufige Erscheinung gewesen zu sein, dass Götterbilder im Verlauf der Kriegszüge geraubt wurden. So berichten einigen Dekrete der ersten Ptolemäer (zum Beispiel die Satrapenstele) von der Rückführung von Statuen, welche die Perser verschleppt hatten. Im Kommentar des heiligen Hieronymus zu Daniel XI, 7-9 ist im gleichen Zusammenhang von 2500 Götterbildern und Kultgegenständen die Rede, wobei ausdrücklich vermerkt wird, dass sich unter diesen auch diejenigen befanden, die Kambyses nach Persien entführt habe. Für die Ptolemäerzeit und die Eroberung Ägyptens durch Alexander den Großen kann aufgrund der Dekrete davon ausgegangen werden, dass keine Entführungen von Götterstatuen stattfanden. Aus diesem Grund datiert Morschauser die Bentresch-Stele in die Perserzeit, macht aber keine weitere Eingrenzung bezüglich der ersten oder zweiten Perserherrschaft.

## Interpretationen
Michèle Broze hat in ihrer stilistischen Analyse gezeigt, dass der Text sehr sorgfältig komponiert wurde, und auch Status, Bedeutung und Charakter der einzelnen Personen herausgearbeitet. Zunächst tritt der König von Bechten als Drahtzieher auf und verhält sich gegenüber dem Pharao und dem ägyptischen Gott ungehorsam. Am Ende wendet sich das Verhältnis und der Gott ist der eigentliche Akteur, dem der König von Bechten nun gehorchen muss. Der Gott und der Priester bekommen letzten Endes die entscheidende Rolle in dieser Geschichte, der eine in der Eigenschaft einer unsichtbaren Macht, der andere in der Eigenschaft als Mittler dieser Macht. Das bedeutet, dass sich nichts auf wirksame Art ereignen kann ohne den Priester.
Scott Morschauser interpretiert die Stele als verschlüsseltes Dokument des priesterlichen Widerstands gegen die Perserherrschaft. Dieser steht im Zusammenhang mit der Verschleppung von Götterbildern aus Ägypten und ihrer späteren Rückführung und betont, dass die ägyptischen Götter letztlich überlegen sind. Auch Günter Burkard folgt weitestgehend dieser Interpretation:

„Ein Text also, mit dem die Überlegenheit der ägyptischen Götter betont werden sollte, ein Dokument somit des Widerstands gegen die Fremdherrschaft, das dank der nicht jedem, insbesondere nicht den persischen Herren zugänglicher Verschlüsselung in aller Öffentlichkeit aufgestellt werden konnte, offenbar auch noch in mehreren Exemplaren. Dieser Gedanke scheint mir ebenso bestechend wie überzeugend.“

Nach Frank Kammerzell sind durch den Untergang der Großmacht Ägypten am Ende des Neuen Reiches vergangenheitsverarbeitende und gegenwartsbewältigende Texte geschaffen worden. So muß doch der Kontrast zwischen der in der historischen Überlieferung, Literatur, Religion und Kunst erinnerten „glorreichen“ Vergangenheit und den zeitgenössischen Verhältnissen auf bestimmte Gruppen der ägyptischen Gesellschaft ernüchternd gewirkt haben. In diesen Texten wird historisches Wissen, etwa über ägyptische Ärzte im Ausland oder internationale Heiraten, verarbeitet, das in den vorhandenen Monumenten mosaikhaft überliefert ist:

„Demnach wäre der Stelentext als ein Literaturwerk anzusehen, das erinnerte Fragmente einer vergangenen Wirklichkeit narrativ miteinander verknüpft und so eine fiktionale Welt als Projektion der zeitgenössischen realen Welt entwirft. Die Modellierung geschieht in der Weise, daß der literarische Herrscher seinen historischen Vorbildern entsprechend agiert, während die Bühne der Handlung dem veränderten Weltbild angepaßt ist: Der Pharao der Bentresch-Stele ist nicht nur hinsichtlich seines Tuns eine »Kompositpersönlichkeit«, sondern wird durch seinen Namen explizit als solche eingeführt, und die Region um Karkemisch markiert
nicht etwa die äußerste Grenze (zeitweiligen) ägyptischen Einflusses, sondern ist Handlungszentrum, von dem aus die Macht Pharaos bis in sagenhafte Entfernungen ausstrahlt.“

## Exorzismus
Außerhalb der Ägyptologie fand die Bentresch-Stele vor allem als Quelle für die Beschreibung des Phänomens Exorzismus Beachtung, etwa im Zusammenhang mit Matthäus 8,28-34 („Heilung der zwei besessenen Gadarener“ Mt 8,28-34 ). Der Begriff 3ḫw wird hier also wie ein Wort für „Dämon“ verwendet, für Morschauser scheint es sich aber eher um eine niedere Gottheit zu handeln, der zusammen mit Chons Opfer entgegengebracht werden und der erlaubt wird, zu ihrem Aufenthaltsort zurückzukehren. Deshalb wurde der Text schon dahingehend aufgefasst, dass er den Triumph eines ägyptischen Gottes über einen asiatischen Dämon schildert, die Haltung des ägyptischen Gottes gegenüber dem „Dämon“ erscheint aber überraschend tolerant und der Exorzismus findet eher gewaltlos statt, ohne Anzeichen für apotropäische Riten. Er ist das Resultat einer Verhandlung, in der der ägyptische Gott dem Dämon eine „offizielle“ Anerkennung gewährt und ihn an einen Aufenthaltsort zurückkehren lässt. Unbestritten ist der Dämon die Ursache von Bentreschs Krankheit. Er erkennt die Hoheit des Heilenden an, kann sich aber ähnlich wie in der Heilung der zwei besessenen Gadarener durch Jesus etwas aushandeln. Die Praxis des Dialogs stammt möglicherweise überhaupt aus Ägypten.

### Editionen
- Jean-François Champollion: Monuments de l'Égypte et de la Nubie. Notices descriptives conformes aux manuscrits autographes rédigés sur les lieux. Band 2: Livre 11/19. Firmin Didot, Paris 1844, S. 280–290.
- K. A. Kitchen: Ramesside Inscriptions. Historical and Biographical. Band 2. Blackwell, Oxford 1979, ISBN 0-903563-08-8, S. 284–287.

### Übersetzungen
- Michèle Broze: La Princesse de Bakhtan. Essai d'analyse stylistique (= Monographies Reine Élisabeth. Band 6, ZDB-ID 187859-1). Fondation Égyptologique Reine Élisabeth, Bruxelles 1989, S. 121–125.
- Frank Kammerzell: Ein ägyptischer Gott reist nach Bachatna, um die von einem Dämonen besessene Prinzessin Bintrischji zu heilen (Bentresch-Stele). In: Texte aus der Umwelt des Alten Testaments (TUAT). Band 3: Weisheitstexte, Mythen und Epen. Lieferung 5: Mythen und Epen III. Gütersloher Verlagshaus Mohn, Gütersloh 1995, ISBN 3-579-00082-9, S. 955–965, hier S. 960–964.
- Gustave Lefebvre: Romans et contes égyptiens de l'époque pharaonique. Adrien-Maisonneuve, Paris 1949, S. 221–232.
- Miriam Lichtheim: Ancient Egyptian Literature. Volume 3: The Late Period. University of California Press, Berkeley (CA) 1980, ISBN 0-520-03882-7, S. 90–94.

### Gesamt- und Detailstudien
- Michèle Broze: La Princesse de Bakhtan. Essai d'analyse stylistique (= Monographies Reine Élisabeth. Band 6). Fondation Égyptologique Reine Élisabeth, Bruxelles 1989.
- Günter Burkard: Medizin und Politik: Altägyptische Heilkunst am persischen Königshof. In: Studien zur Altägyptischen Kultur. Band 21, 1994, ISSN 0340-2215, S. 35–57, insbesondere S. 47–55.
- Marc Coenen: A propos de la stèle de Bakhtan. In: Göttinger Miszellen. Nr. 142, 1994, S. 57–59.
- Didier Devauchelle: Notes sur la stèle de Bentresh. In: Revue d'Égyptologie. Band 37, 1986, ISSN 0035-1849, S. 149–150.
- Sergio Donadoni: Per la data della Stele di Bentres. In: Mitteilungen des Deutschen Archäologischen Instituts, Abteilung Kairo. Band 15, 1957, ISSN 0342-1279, S. 47–50.
- Hugo Greßmann: Altorientalische Texte und Bilder zum Alten Testamente. Band 1: Altorientalische Texte zum Alten Testament. 2., völlig neugestaltete und stark vermehrte Auflage. de Gruyter, Berlin u. a. 1926, S. 77–79.
- Frank Kammerzell: Ein ägyptischer Gott reist nach Bachatna, um die von einem Dämonen besessene Prinzessin Bintrischji zu heilen (Bentresch-Stele). In: Texte aus der Umwelt des Alten Testaments. Band 3: Weisheitstexte, Mythen und Epen. Lieferung 5: Mythen und Epen III. Gütersloher Verlagshaus Mohn, Gütersloh 1995, ISBN 3-579-00082-9, S. 955–965.
- Scott N. Morschauser: Using History: Reflections on the Bentresh Stela. In: Studien für Altägyptische Kultur. Band 15, 1988, S. 203–223.
- Georges Posener: A propos de la stèle de Bentresh. In: Bulletin de l'Institut français d’archéologie orientale. Band 34, 1934, S. 75–81, (Volltext online als PDF; 693 KB).
- Wilhelm Spiegelberg: Zu der Datierung der Bentresch-Stele. In: Recueil de travaux relatifs à la philologie et à l'archéologie égyptiennes et assyriennes. Band 28, 1906, ZDB-ID 208133-7, S. 181.
- Wolfhart Westendorf: Bentresch-Stele. In: Wolfgang Helck, Eberhard Otto (Hrsg.): Lexikon der Ägyptologie. Band 1: A – Ernte. Harrassowitz, Wiesbaden 1975, ISBN 3-447-01670-1, Spalten 698–700.